# Серобян Марат Аветікович
Марат Аветікович Серобян (1939, місто Кіровакан, тепер Ванадзор, Вірменія — ?) — вірменський радянський діяч, секретар ЦК КП Вірменії, директор Кіроваканського хімічного заводу. Депутат Верховної ради Вірменської РСР.

## Життєпис
У 1956—1959 роках — токар Кіроваканської кордної фабрики Вірменської РСР.
У 1959—1960 роках — слюсар Кіроваканської контори «Водоканал».
Член КПРС з 1961 року.
У 1966 році закінчив механічний факультет Єреванського політехнічного інституту імені Карла Маркса.
У 1967—1968 роках — інженер-конструктор Кіроваканського спеціального конструкторського бюро «Автоматика» Міністерства приладобудування і засобів механізації СРСР.
У 1968—1976 роках — інженер, старший інженер, керівник групи відділу головного механіка, головний інженер відділу капітального будівництва Кіроваканського хімічного заводу Міністерства хімічної промисловості СРСР.
У 1975 році закінчив будівельний факультет Єреванського політехнічного інституту імені Карла Маркса.
У 1976—1984 роках — секретар партійного комітету Кіроваканського хімічного заводу Міністерства хімічної промисловості СРСР.
У 1984—1989 роках — директор Кіроваканського хімічного заводу Міністерства із виробництва мінеральних добрив СРСР.
17 січня 1989 — вересень 1990 року — секретар ЦК КП Вірменії.
Подальша доля невідома.

## Нагороди
- орден «Знак Пошани»
- медалі